# جائزة غولدن غلوب لأفضل ممثلة - فلم دراما
جائزة غولدن غلوب لأفضل ممثلة - فيلم دراما (بالإنجليزية: Golden Globe Award for Best Actress in a Motion Picture – Drama) مُنحت لأوّل مرةٍ من قِبل رابطة هوليوود للصحافة الأجنبية كفئةٍ منفصلةٍ في 1943. سابقاً، كانت هناك جائزةٌ واحدةٌ «لأفضل ممثلةٍ في الأفلام» ولكن تقسيمها سمح بالتفريق بينها الجائزة وجائزة غولدن غلوب لأفضل ممثلة - فيلم موسيقي أو كوميدي.
ملاحظة:
- "†" تتضمن فوزاً بجائزة الأوسكار أيضاً.
- ‡ تتضمن ترشيحاً لجائزة الأوسكار.

## الفائزون

### عقد 1940
- 1943: جنيفر جونز † - أنشودة بيرناديت
- 1944: إنغريد برغمان † - القلق
- 1945: إنغريد برغمان ‡ - أجراس القديسة مريم
- 1946: روزاليند راسل ‡ - الأخت كيني
- 1947: روزاليند راسل ‡ - Mourning Becomes Electra
- 1948: جين وايمان † - جوني بليندا
- 1949: أوليفيا دي هافيلاند † - الوريثة

### عقد 1950
- 1950: غلوريا سوانسون ‡ - سانسيت بوليفارد
- 1951: جين وايمان ‡ - الوشاح الأزرق
- 1952: شيرلي بوث † - عودي يا ليتل شيبا
- 1953: أودري هيبورن † - عطلة رومانية
- 1954: غريس كيلي † - فتاة الريف
- 1955: آنا ماغناني † - وشم الورد
- 1956: إنغريد برغمان † - أنستازيا
- 1957: وان وودوارد † - وجوه حواء الثلاثة
- 1958: سوزان هيوارد † - أريد أن أعيش
- 1959: إليزابيث تايلور ‡ - فجأة، الصيف الماضي

### عقد 1960
- 1960: غرير غارسون ‡ - Sunrise at Campobello
- 1961: جيرالدين بيج ‡ - Summer and Smoke
- 1962: جيرالدين بيج ‡ - Sweet Bird of Youth
- 1963: ليزلي كارون ‡ - The L-Shaped Room
- 1964: آن بانكروفت ‡ - The Pumpkin Eater
- 1965: سامانثا إيجر ‡ - الجامع
- 1966: أنوك إيمي ‡ - رجل وامرأة
- 1967: إديث إيفانز ‡ - The Whisperers
- 1968: جوان وودوارد ‡ - راشيل راشيل
- 1969: جنفييف بوجولد ‡ - آن ذات الألف يوم

### عقد 1970
- 1970: آلي ماكغرو ‡ - قصة حب
- 1971: جين فوندا † - كولت
- 1972: ليف أولمان ‡ - المغتربون
- 1973: مارشا ميسون ‡ - Cinderella Liberty
- 1974: جينا رولاندز ‡ - امرأة تحت التأثير
- 1975: لويز فليتشر † - أحدهم طار فوق عش الوقواق
- 1976: فاي دوناوي † - شبكة
- 1977: جين فوندا ‡ - جوليا
- 1978: جين فوندا † - العودة للديار

### عقد 1980
- 1980: ماري تايلر مور ‡ - أناس عاديون
- 1981: ميريل ستريب ‡ - The French Lieutenant's Woman
- 1982: ميريل ستريب † - اختيار صوفي
- 1983: شيرلي ماكلين † - شروط إظهار العاطفة
- 1984: سالي فيلد † - أماكن في القلب
- 1985: ووبي غولدبرغ ‡ - اللون الأرجواني
- 1986: مارلي ماتلن † - أبناء الصمت
- 1987: سالي كيركلاند ‡ - آنا
- 1988: جودي فوستر † - المتهم
- 1989: ميشيل فايفر ‡ - ذا فابلوس بيكر بويز

### عقد 1990
- 1990: كاثي بيتس † - بؤس
- 1991: جودي فوستر †صمت الحملان
- 1992: إيما تومسون †نهاية هاورد
- 1993: هولي هنتر † - البيانو
- 1994: جيسيكا لانج † - السماء الزرقاء
- 1995: شارون ستون ‡ - كازينو
- 1996: بريندا بليثين ‡ - أسرار وأكاذيب
- 1997: جودي دينش ‡ - Mrs. Brown
- 1998: كيت بلانشيت ‡ - إليزابيث
- 1999: هيلاري سوانك † - الصبيان لا يبكون

### عقد 2000
- 2000: جوليا روبرتس † - إيرين بروكوفيتش
- 2001: سيسي سبيسك ‡ - في غرفة النوم
- 2002: نيكول كيدمان † - الساعات
- 2003: تشارليز ثيرون † - وحش
- 2004: هيلاري سوانك † - فتاة المليون دولار
- 2005: فيليستي هوفمان ‡ - ترانسميريكا
- 2006: هيلين ميرين † - الملكة
- 2007: جولي كرستي ‡ - بعيدا عنها
- 2008: كيت وينسليت § - الطريق الثوري
- 2009: ساندرا بولوك † - البعد الآخر

### عقد 2010
- 2010: ناتالي بورتمان † - بلاك سوان
- 2011: ميريل ستريب † - المرأة الحديدية
- 2012: جيسيكا شاستاين ‡ - 30 دقيقة بعد منتصف الليل
- 2013: كيت بلانشيت † - ياسمين أزرق
- 2014: جوليان مور - ما تزال أليس
- 2015: بري لارسون - غرفة